# Paul de Nourquer du Camper
Paul-Anne de Nourquer du Camper, né le 18 juin 1776 à Brest et mort le 23 avril 1849 dans l'ancien 1er arrondissement de Paris, était un marin et administrateur colonial français.

## Biographie
Issu de la noblesse bretonne et arrière-petit-neveu de Dupleix, il aurait vécu dans les comptoirs français en Inde avant de se réfugier aux Philippines où il fut pendant plusieurs années, jusqu'en 1808, l'agent à Manille du général Decaen pour l'approvisionnement en vivres de l’île de France. 
Intégré dans la marine royale sous la Première Restauration, il est promu capitaine de frégate le 31 décembre 1814 puis capitaine de vaisseau le 4 août 1824.
De juin 1821 à mai 1823, il navigue en Asie et dans l'Océan Indien comme second sur la frégate La Cléopâtre, commandée par le capitaine de vaisseau Courson de la Ville-Hélio. Il tire de cette équipée une description de voyage qui fit l'objet d'une double publication.
Nourquer du Camper participe ensuite, de mars 1824 à juin 1826, à l'expédition autour du monde dirigée par Hyacinthe de Bougainville, durant laquelle il commande la corvette L'Espérance.
À l'issue de sa carrière à la mer, il est nommé membre du Conseil des travaux de la marine en mai 1837. Succédant comme gouverneur de la Guyane française au capitaine de vaisseau Laurens de Choisy qui venait d'être révoqué, il en exerce les attributions du 1er novembre 1837 au 26 novembre 1839. À cette date, il transmet ses fonctions au capitaine de vaisseau Gourbeyre pour passer au poste de gouverneur des établissements français de l'Inde, qu'il occupe du 28 avril 1840 jusqu'à l'arrivée de son successeur Louis Pujol le 16 novembre 1844. Dans l'intervalle, il est admis à la retraite par la marine à compter du 31 juillet 1841.
Le capitaine de vaisseau de Nourquer du Camper était chevalier de Saint-Louis. Officier de la Légion d'honneur depuis le 29 octobre 1826, il est élevé au rang de commandeur du même ordre le 23 février 1844.